# 11e étape du Tour de France 2016
Pour un article plus général, voir Tour de France 2016.
La 11e étape du Tour de France 2016 se déroule le mercredi 13 juillet 2016 entre Carcassonne et Montpellier sur une distance de 162,5 kilomètres. Cette étape est marquée par un fort vent qui provoqua plusieurs bordures, l'étape est finalement remporté par le Slovaque Peter Sagan, maillot vert devant Christopher Froome, qui accentue son avance au maillot jaune, et Maciej Bodnar. Thibaut Pinot conserve le maillot à pois comme Adam Yates qui, lui, garde le blanc. Chez les équipes, BMC Racing reste en tête du classement alors que l'échappé Arthur Vichot est élu combatif du jour.

## Parcours

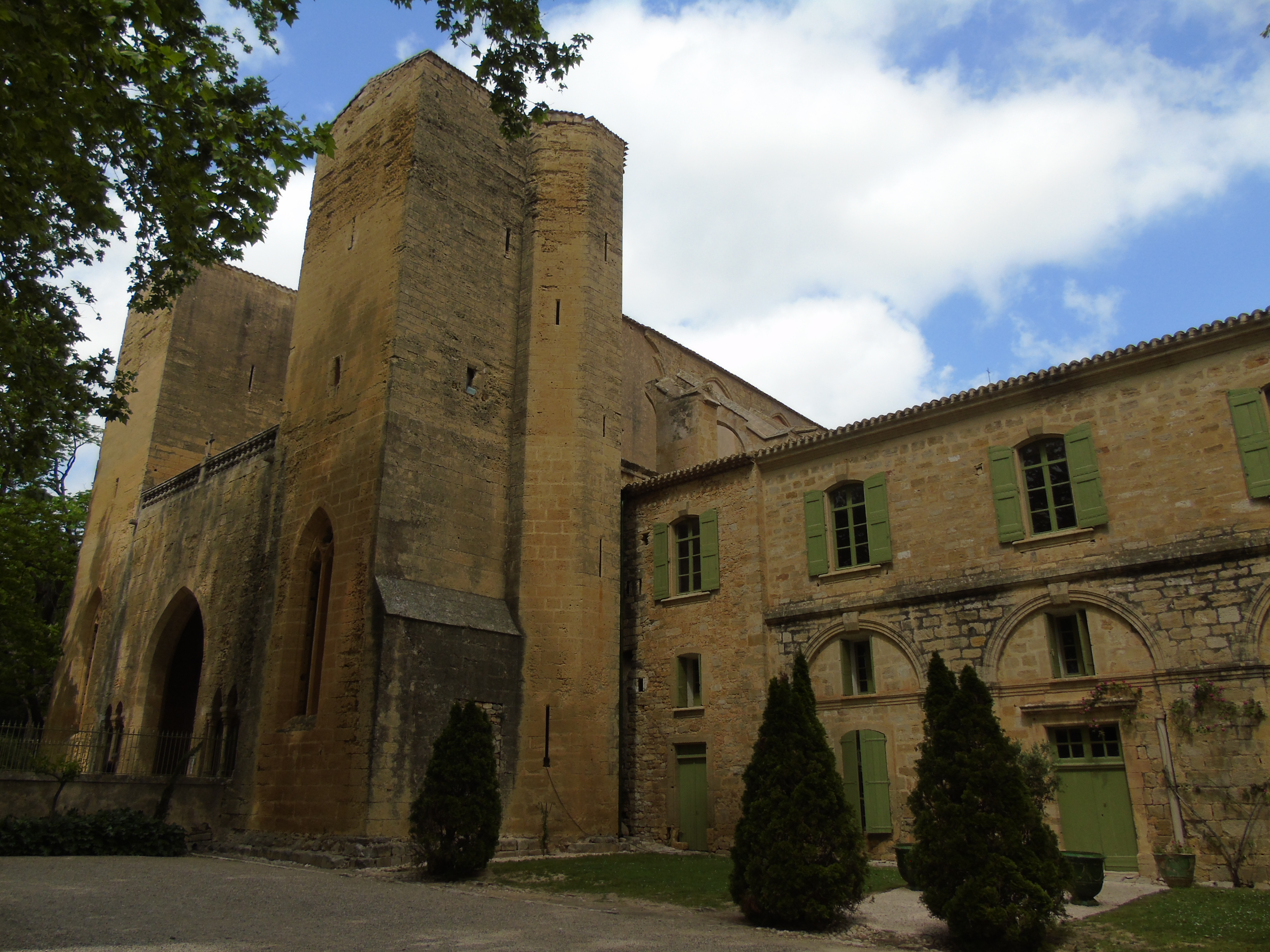
L'étape passe près de l'Abbaye de Valmagne.

Cette onzième étape de 162,5 km rallie Carcassonne à Montpellier. Le profil de cette étape est relativement plat. Après le départ de la cité de Carcassonne, les coureurs quittent le département de l'Aude pour retrouver l'Hérault et affronter deux côtes de quatrième catégorie : la côte de Minerve (2,4 km à 5,4 %) et la côte de Villespassans (2,3 km à 4,3 %) qui constituent les seules difficultés répertoriées du jour. Le peloton redescend ensuite dans la plaine héraultaise par Saint-Chinian, Magalas. Le sprint intermédiaire a lieu à 50 km de l'arrivée à Pézenas. La course se poursuit ensuite par l'abbaye de Valmagne, Montbazin, Cournonterral puis Pignan. L'arrivée est jugée devant l'Altrad Stadium, stade de rugby à XV de l'équipe de Montpellier.

## Le Tour et Montpellier
Les cyclistes du Tour de France ont l'habitude de terminer à Montpellier les étapes au sprint, comme celles de 2005 et de 2007 remportées par Robbie McEwen et Robert Hunter. Ce dernier avait été le premier sud-africain vainqueur d'étape. Le 6 juillet 2013, à Montpellier, son compatriote Daryl Impey avait revêtu le maillot jaune de leader. Un moment historique puisqu'il est le premier Africain à porter ce maillot. Ce jour-là, l'allemand André Greipel s'était imposé au sprint comme Mark Cavendish deux ans plus tôt.

## Favoris de l'étape
L'étape est normalement promise aux sprinteurs, mais le vent peut provoquer des bordures. Les principaux favoris sont Mark Cavendish, qui doit s'imposer pour croire à ses chances de victoire au classement par points car Peter Sagan voudra creuser l'écart dès cette étape. Marcel Kittel et Bryan Coquard seront également bien placés en cas d'arrivée au sprint. L'allemand André Greipel, dernier vainqueur à Montpellier en 2013 et qui n'a toujours pas gagné sur cette édition, ne devra pas se rater sur cette étape.

## Déroulement de la course

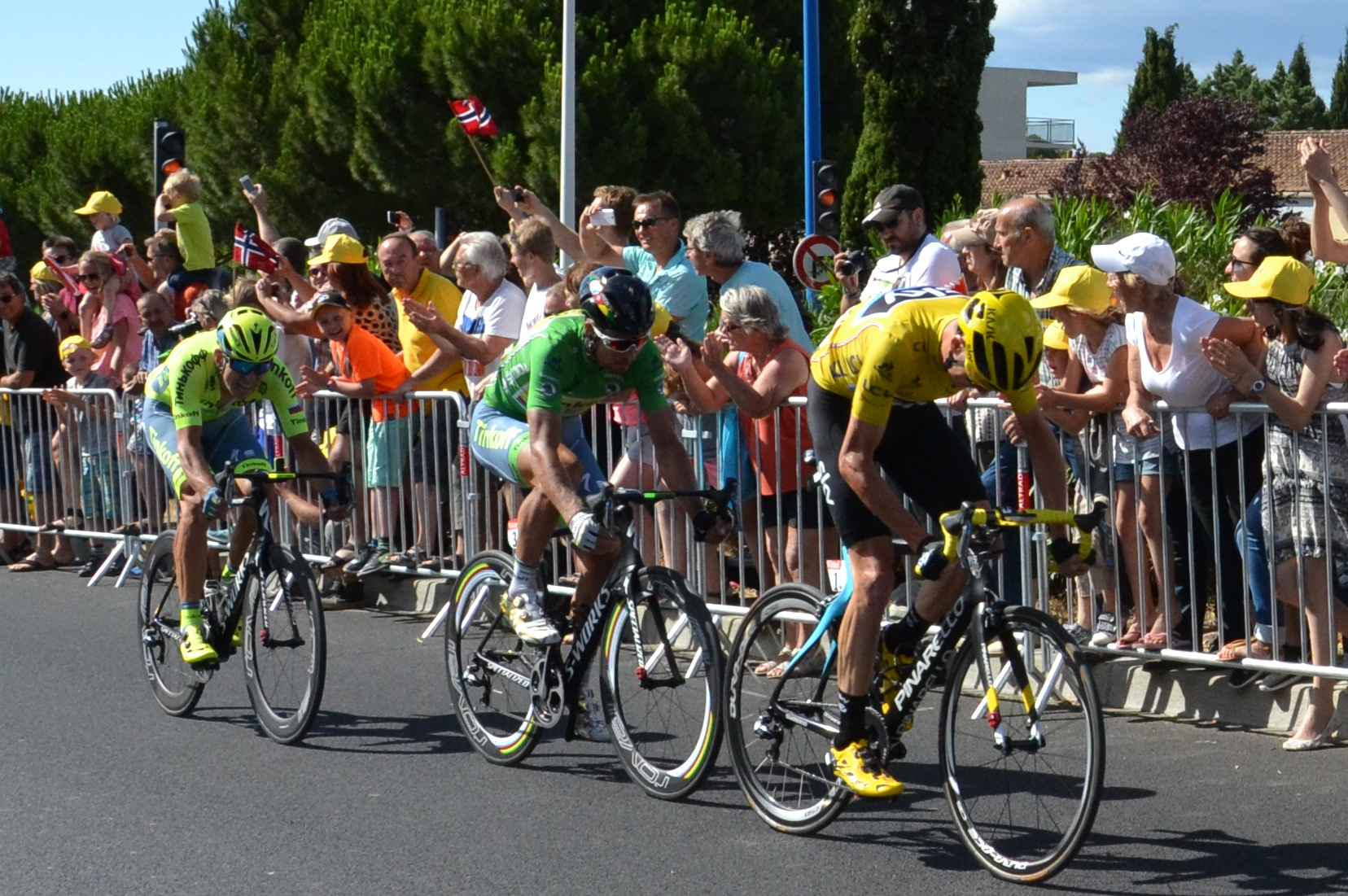
Chris Froome, Peter Sagan et Maciej Bodnar à 500 m de la ligne d'arrivée se préparent pour le sprint final.

Le départ de cette 11e étape est donné à 13 h 50 de Carcassonne, il se fait à une vitesse élevé, le peloton se retrouve rapidement étiré et plusieurs coureurs sont déjà lâchés, parmi eux, Rafal Majka (Tinkoff), Dani Navarro (Cofidis), Ruben Plaza (Orica-BikeExchange) et Angelo Tulik (Direct Énergie). À l'avant, deux coureurs réussissent à s'échapper, il s'agit d'Arthur Vichot (FDJ) et Leigh Howard (IAM Cycling). 
À 137 km de l'arrivée, une chute se produit dans le peloton, George Bennett (Lotto NL-Jumbo), Thibaut Pinot et Sebastien Reichenbach (FDJ) sont allés au sol. Deux autres chutes se produisent trois et quatre kilomètres plus tard, Theuns (Trek-Segafredo) et Luis Leon Sanchez (Astana). Les hommes de tête comptent jusqu'à trois minutes et Vichot passe premier des deux ascensions de 4e catégorie. Après ces deux montées, l'écart passe au-dessus de 4'30. Dans la traversée de Saint-Chinian, le peloton s'étire et les Tinkoff tentent un coup de bordure, le peloton se scinde, le premier ne compte que 80 coureurs, parmi les lâchés, on retrouve Matthews (Orica-BikeExchange), Gallopin (Lotto-Soudal), Pinot (FDJ). L'avance font pour le duo tandis que le peloton se reforme petit à petit, mais la Trek-Segafredo tente un nouveau coup de bordure, et ça expose à nouveau avant de se reformer dans la traversée de villages. La Sky retente sa chance, cette nouvelle tentative est fatale au duo de tête et l'allure est impressionnante que plusieurs coureurs chutent à nouveau. Lors du sprint intermédiaire, Marcel Kittel prend les 20 points en devançant Peter Sagan (Tinkoff) et Mark Cavendish (Etixx-Quick Step). La plupart des favoris étant dans le peloton principal, les équipes de tête se relèvent, ce qui permet au groupe Pinot de rentrer. 
Le peloton s'étire à nouveau à l'approche des 30 derniers kilomètres, le vent se renforce mais toujours sous un grand soleil, la vitesse est de 70 km/h. Alors qu'on semble se diriger vers un sprint massif, la Tinkoff accélère violemment et à une dizaine de kilomètres de l'arrivée, Peter Sagan et Maciej Bodnar accélèrent fortement pour provoquer une bordure. Ils sont rejoints par Christopher Froome, qui espère ainsi accroître son avance au classement général, et son équipier Geraint Thomas. Le quatuor réussit à compter jusqu'à 23 secondes d'avance, mais le peloton comble une partie de l'écart. Le trio (Thomas ayant lâché) va donc se jouer la victoire, alors que Sagan semble laisser gagner Bodnar, c'est Froome qui attaque obligeant Sagan à faire le sprint, le slovaque remporte sa deuxième victoire sur le Tour 2016 et augmente son avance au classement par points. Par le jeu des bonifications, Chris Froome, deuxième, gagne 12 secondes au classement général sur les autres favoris. Cette attaque permet à Sagan, avec un capital de 309 points, de compter 90 points d'avance sur le second Mark Cavendish, et à Froome de posséder 28 secondes d'avance sur son dauphin Adam Yates, qui conserve le maillot blanc. Thibaut Pinot quant à lui conserve le maillot blanc à pois rouges. Pour avoir pris part à l'échappée matinale, Arthur Vichot est désigné plus combatif de l'étape.

## Résultats

### Classement de l'étape
| \| Classement de l'étape \| Classement de l'étape \| Classement de l'étape \| Classement de l'étape \| Classement de l'étape \| \| Coureur \| Coureur \| Pays \| Équipe \| Temps \| \| --------------------- \| --------------------- \| --------------------- \| -------------------------- \| --------------------- \| \| 1er \| Peter Sagan \| Slovaquie \| Tinkoff \| 3 h 26 min 23 s \| \| 2e \| Christopher Froome \| Royaume-Uni \| Team Sky \| + 0 s \| \| 3e \| Maciej Bodnar \| Pologne \| Tinkoff \| + 0 s \| \| 4e \| Alexander Kristoff \| Norvège \| Katusha \| + 6 s \| \| 5e \| Christophe Laporte \| France \| Cofidis, Solutions Crédits \| + 6 s \| \| 6e \| Jasper Stuyven \| Belgique \| Trek-Segafredo \| + 6 s \| \| 7e \| Edvald Boasson Hagen \| Norvège \| Dimension Data \| + 6 s \| \| 8e \| André Greipel \| Allemagne \| Lotto-Soudal \| + 6 s \| \| 9e \| Sondre Holst Enger \| Norvège \| IAM Cycling \| + 6 s \| \| 10e \| Oliver Naesen \| Belgique \| IAM Cycling \| + 6 s \| |                      |             |                            |                 |
| |                      |             |                            |                 |
| Source : ProCyclingStats |                      |             |                            |                 |
| Classement de l'étape |                      |             |                            |                 |
| Coureur | Coureur              | Pays        | Équipe                     | Temps           |
| 1er | Peter Sagan          | Slovaquie   | Tinkoff                    | 3 h 26 min 23 s |
| 2e | Christopher Froome   | Royaume-Uni | Team Sky                   | + 0 s           |
| 3e | Maciej Bodnar        | Pologne     | Tinkoff                    | + 0 s           |
| 4e | Alexander Kristoff   | Norvège     | Katusha                    | + 6 s           |
| 5e | Christophe Laporte   | France      | Cofidis, Solutions Crédits | + 6 s           |
| 6e | Jasper Stuyven       | Belgique    | Trek-Segafredo             | + 6 s           |
| 7e | Edvald Boasson Hagen | Norvège     | Dimension Data             | + 6 s           |
| 8e | André Greipel        | Allemagne   | Lotto-Soudal               | + 6 s           |
| 9e | Sondre Holst Enger   | Norvège     | IAM Cycling                | + 6 s           |
| 10e | Oliver Naesen        | Belgique    | IAM Cycling                | + 6 s           |

### Points attribués
| Sprint intermédiaire Pézenas (km 113,5) | Sprint intermédiaire Pézenas (km 113,5) | Sprint intermédiaire Pézenas (km 113,5) | Sprint intermédiaire Pézenas (km 113,5) | Sprint intermédiaire Pézenas (km 113,5) |
| --------------------------------------- | --------------------------------------- | --------------------------------------- | --------------------------------------- | --------------------------------------- |
|                                         | Coureur                                 | Pays                                    | Équipe                                  | Point(s)                                |
| 1er                                     | Marcel Kittel                           | Allemagne                               | Etixx-Quick Step                        | 20                                      |
| 2e                                      | Peter Sagan                             | Slovaquie                               | Tinkoff                                 | 17                                      |
| 3e                                      | Mark Cavendish                          | Royaume-Uni                             | Dimension Data                          | 15                                      |
| 4e                                      | Fabio Sabatini                          | Italie                                  | Etixx-Quick Step                        | 13                                      |
| 5e                                      | Maximiliano Richeze                     | Argentine                               | Etixx-Quick Step                        | 11                                      |
| 6e                                      | Michael Valgren                         | Danemark                                | Tinkoff                                 | 10                                      |
| 7e                                      | Iljo Keisse                             | Belgique                                | Etixx-Quick Step                        | 9                                       |
| 8e                                      | Roman Kreuziger                         | Tchéquie                                | Tinkoff                                 | 8                                       |
| 9e                                      | Nairo Quintana                          | Colombie                                | Movistar                                | 7                                       |
| 10e                                     | Ian Stannard                            | Royaume-Uni                             | Sky                                     | 6                                       |
| 11e                                     | Jacopo Guarnieri                        | Italie                                  | Katusha                                 | 5                                       |
| 12e                                     | Luke Durbridge                          | Australie                               | Orica-BikeExchange                      | 4                                       |
| 13e                                     | Alejandro Valverde                      | Espagne                                 | Movistar                                | 3                                       |
| 14e                                     | Luke Rowe                               | Royaume-Uni                             | Sky                                     | 2                                       |
| 15e                                     | Gorka Izagirre                          | Espagne                                 | Movistar                                | 1                                       |
| modifier                                |                                         |                                         |                                         |                                         |

| Arrivée d'étape Montpellier (km 162,5) | Arrivée d'étape Montpellier (km 162,5) | Arrivée d'étape Montpellier (km 162,5) | Arrivée d'étape Montpellier (km 162,5) | Arrivée d'étape Montpellier (km 162,5) |
| -------------------------------------- | -------------------------------------- | -------------------------------------- | -------------------------------------- | -------------------------------------- |
|                                        | Coureur                                | Pays                                   | Équipe                                 | Point(s)                               |
| 1er                                    | Peter Sagan                            | Slovaquie                              | Tinkoff                                | 50                                     |
| 2e                                     | Christopher Froome                     | Royaume-Uni                            | Sky                                    | 30                                     |
| 3e                                     | Maciej Bodnar                          | Pologne                                | Tinkoff                                | 20                                     |
| 4e                                     | Alexander Kristoff                     | Norvège                                | Katusha                                | 18                                     |
| 5e                                     | Christophe Laporte                     | France                                 | Cofidis                                | 16                                     |
| 6e                                     | Jasper Stuyven                         | Belgique                               | Trek-Segafredo                         | 14                                     |
| 7e                                     | Edvald Boasson Hagen                   | Norvège                                | Dimension Data                         | 12                                     |
| 8e                                     | André Greipel                          | Allemagne                              | Lotto-Soudal                           | 10                                     |
| 9e                                     | Sondre Holst Enger                     | Norvège                                | IAM                                    | 8                                      |
| 10e                                    | Oliver Naesen                          | Belgique                               | IAM                                    | 7                                      |
| 11e                                    | Reinardt Janse van Rensburg            | Afrique du Sud                         | Dimension Data                         | 6                                      |
| 12e                                    | John Degenkolb                         | Allemagne                              | Giant-Alpecin                          | 5                                      |
| 13e                                    | Dylan Groenewegen                      | Pays-Bas                               | Lotto NL-Jumbo                         | 4                                      |
| 14e                                    | Daniel McLay                           | Royaume-Uni                            | Fortuneo-Vital Concept                 | 3                                      |
| 15e                                    | Adam Yates                             | Royaume-Uni                            | Orica-BikeExchange                     | 2                                      |
| modifier                               |                                        |                                        |                                        |                                        |

|   | Coureur            | Pays        | Équipe  | Secondes |
| - | ------------------ | ----------- | ------- | -------- |
| 1 | Peter Sagan        | Slovaquie   | Tinkoff | 10 s     |
| 2 | Christopher Froome | Royaume-Uni | Sky     | 6 s      |
| 3 | Maciej Bodnar      | Pologne     | Tinkoff | 4 s      |

### Cols et côtes
| Côte de Minerve (km 38) 4e catégorie (2,4 km à 5,4%) | Côte de Minerve (km 38) 4e catégorie (2,4 km à 5,4%) | Côte de Minerve (km 38) 4e catégorie (2,4 km à 5,4%) | Côte de Minerve (km 38) 4e catégorie (2,4 km à 5,4%) | Côte de Minerve (km 38) 4e catégorie (2,4 km à 5,4%) |
| ---------------------------------------------------- | ---------------------------------------------------- | ---------------------------------------------------- | ---------------------------------------------------- | ---------------------------------------------------- |
|                                                      | Coureur                                              | Pays                                                 | Équipe                                               | Point(s)                                             |
| 1er                                                  | Arthur Vichot                                        | France                                               | FDJ                                                  | 1                                                    |
| modifier                                             |                                                      |                                                      |                                                      |                                                      |

| Côte de Villespassans (km 57) 4e catégorie (2,3 km à 4,5%) | Côte de Villespassans (km 57) 4e catégorie (2,3 km à 4,5%) | Côte de Villespassans (km 57) 4e catégorie (2,3 km à 4,5%) | Côte de Villespassans (km 57) 4e catégorie (2,3 km à 4,5%) | Côte de Villespassans (km 57) 4e catégorie (2,3 km à 4,5%) |
| ---------------------------------------------------------- | ---------------------------------------------------------- | ---------------------------------------------------------- | ---------------------------------------------------------- | ---------------------------------------------------------- |
|                                                            | Coureur                                                    | Pays                                                       | Équipe                                                     | Point(s)                                                   |
| 1er                                                        | Arthur Vichot                                              | France                                                     | FDJ                                                        | 1                                                          |
| modifier                                                   |                                                            |                                                            |                                                            |                                                            |

### Prix de la combativité
- Arthur Vichot (FDJ)

## Classements à l'issue de l'étape

### Classement général

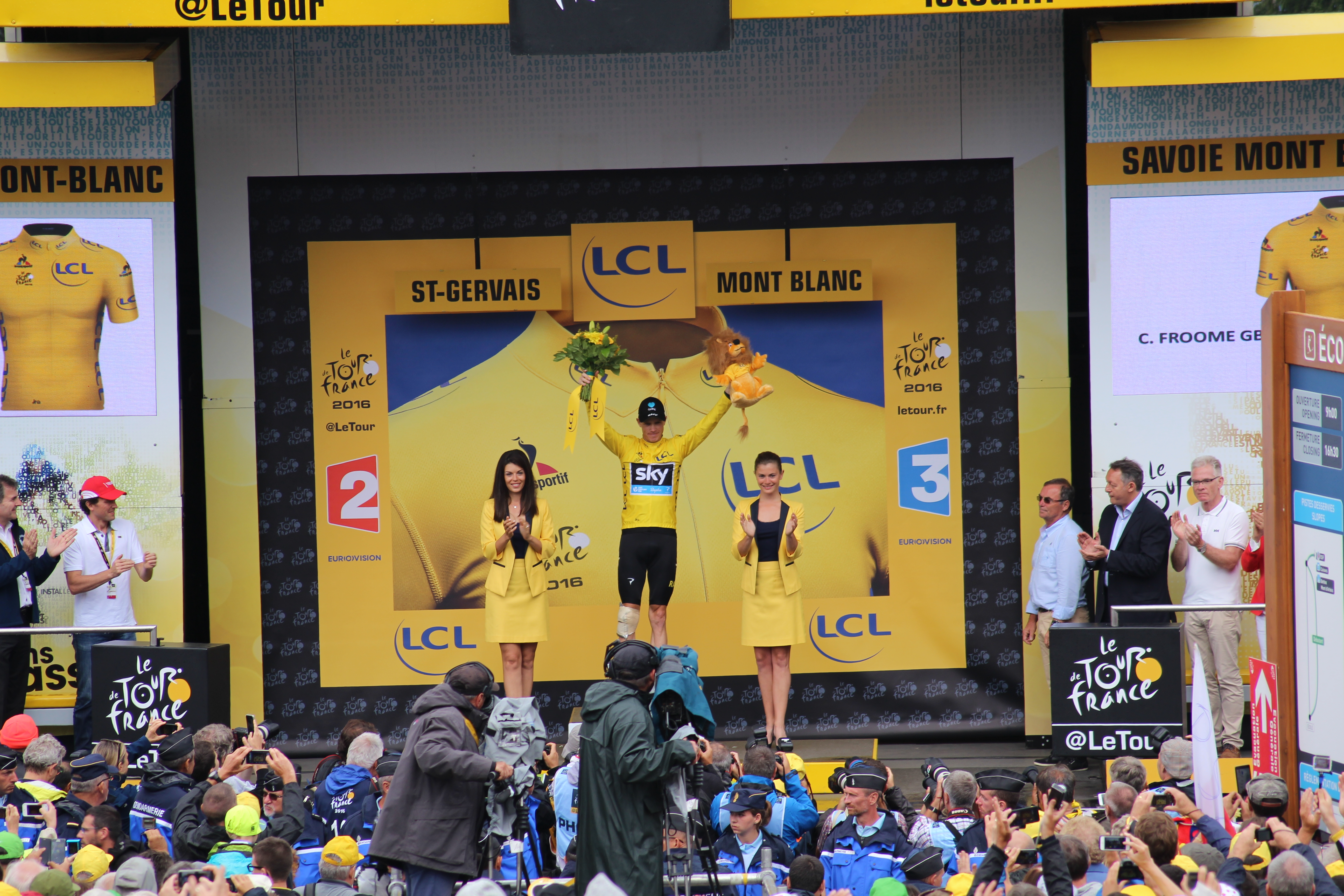
Chris Froome, porteur du maillot jaune.

Christopher Froome reprend 12 secondes sur ses principaux concurrents tandis que Joaquim Rodriguez et Louis Meintjes sortent du top 10 au profit de l'américain Tejay van Garderen et du tchèque Roman Kreuziger.
| \| Classement général \| Classement général \| Classement général \| Classement général \| Classement général \| \| Coureur \| Coureur \| Pays \| Équipe \| Temps \| \| ------------------ \| ------------------ \| ------------------ \| ------------------ \| ------------------ \| \| 1er \| Christopher Froome \| Royaume-Uni \| Team Sky \| 52 h 34 min 37 s \| \| 2e \| Adam Yates \| Royaume-Uni \| Orica-BikeExchange \| + 28 s \| \| 3e \| Dan Martin \| Irlande \| Etixx-Quick Step \| + 31 s \| \| 4e \| Nairo Quintana \| Colombie \| Movistar Team \| + 35 s \| \| 5e \| Bauke Mollema \| Pays-Bas \| Trek-Segafredo \| + 56 s \| \| 6e \| Romain Bardet \| France \| AG2R La Mondiale \| + 56 s \| \| 7e \| Sergio Henao \| Colombie \| Team Sky \| + 56 s \| \| 8e \| Alejandro Valverde \| Espagne \| Movistar Team \| + 1 min 13 s \| \| 9e \| Tejay van Garderen \| États-Unis \| BMC Racing Team \| + 1 min 13 s \| \| 10e \| Roman Kreuziger \| Tchéquie \| Tinkoff \| + 1 min 28 s \| |                    |             |                    |                  |
| |                    |             |                    |                  |
| Source : ProCyclingStats |                    |             |                    |                  |
| Classement général |                    |             |                    |                  |
| Coureur | Coureur            | Pays        | Équipe             | Temps            |
| 1er | Christopher Froome | Royaume-Uni | Team Sky           | 52 h 34 min 37 s |
| 2e | Adam Yates         | Royaume-Uni | Orica-BikeExchange | + 28 s           |
| 3e | Dan Martin         | Irlande     | Etixx-Quick Step   | + 31 s           |
| 4e | Nairo Quintana     | Colombie    | Movistar Team      | + 35 s           |
| 5e | Bauke Mollema      | Pays-Bas    | Trek-Segafredo     | + 56 s           |
| 6e | Romain Bardet      | France      | AG2R La Mondiale   | + 56 s           |
| 7e | Sergio Henao       | Colombie    | Team Sky           | + 56 s           |
| 8e | Alejandro Valverde | Espagne     | Movistar Team      | + 1 min 13 s     |
| 9e | Tejay van Garderen | États-Unis  | BMC Racing Team    | + 1 min 13 s     |
| 10e | Roman Kreuziger    | Tchéquie    | Tinkoff            | + 1 min 28 s     |

### Classement par points
Grâce à cette incroyable tentative, Peter Sagan accentue son avance au classement et Mark Cavendish se retrouve à 90 pts de retard. Pas de grand changement sauf l'entrée du maillot jaune Christopher Froome qui se place à la 9e place.

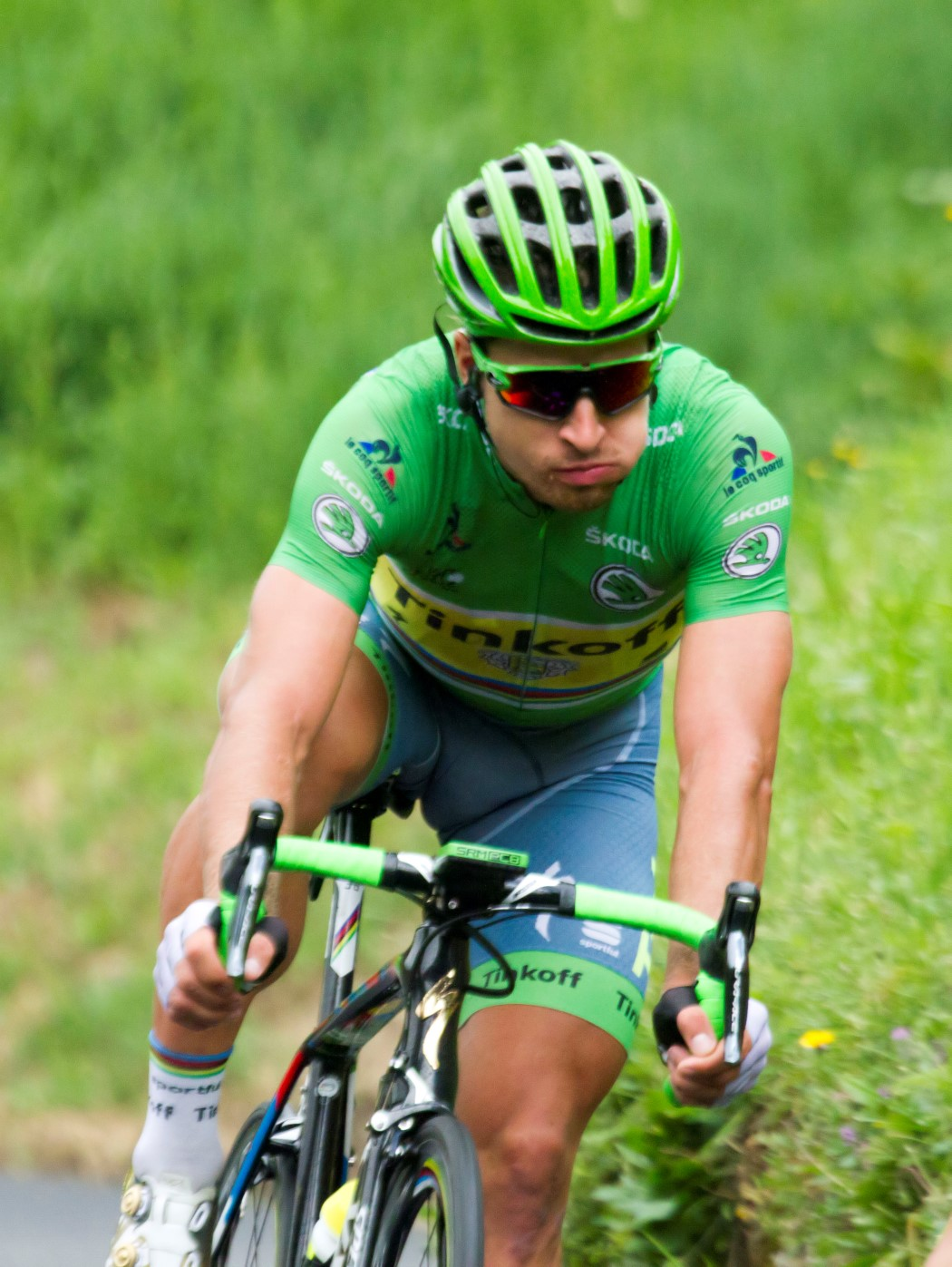
Peter Sagan, porteur du maillot vert.

| Classement par points | Classement par points | Classement par points | Classement par points | Classement par points |
| --------------------- | --------------------- | --------------------- | --------------------- | --------------------- |
|                       | Coureur               | Pays                  | Équipe                | Point(s)              |
| 1er                   | Peter Sagan           | Slovaquie             | Tinkoff               | 309 points            |
| 2e                    | Mark Cavendish        | Royaume-Uni           | Dimension Data        | 219 pts               |
| 3e                    | Marcel Kittel         | Allemagne             | Etixx-Quick Step      | 202 pts               |
| 4e                    | Michael Matthews      | Australie             | Orica-BikeExchange    | 124 pts               |
| 5e                    | Greg Van Avermaet     | Belgique              | BMC Racing            | 112 pts               |
| 6e                    | Bryan Coquard         | France                | Direct Énergie        | 112 pts               |
| 7e                    | André Greipel         | Allemagne             | Lotto-Soudal          | 99 pts                |
| 8e                    | Alexander Kristoff    | Norvège               | Katusha               | 92 pts                |
| 9e                    | Christopher Froome    | Royaume-Uni           | Sky                   | 77 pts                |
| 10e                   | Thomas De Gendt       | Belgique              | Lotto-Soudal          | 65 pts                |
| modifier              |                       |                       |                       |                       |

### Classement du meilleur grimpeur

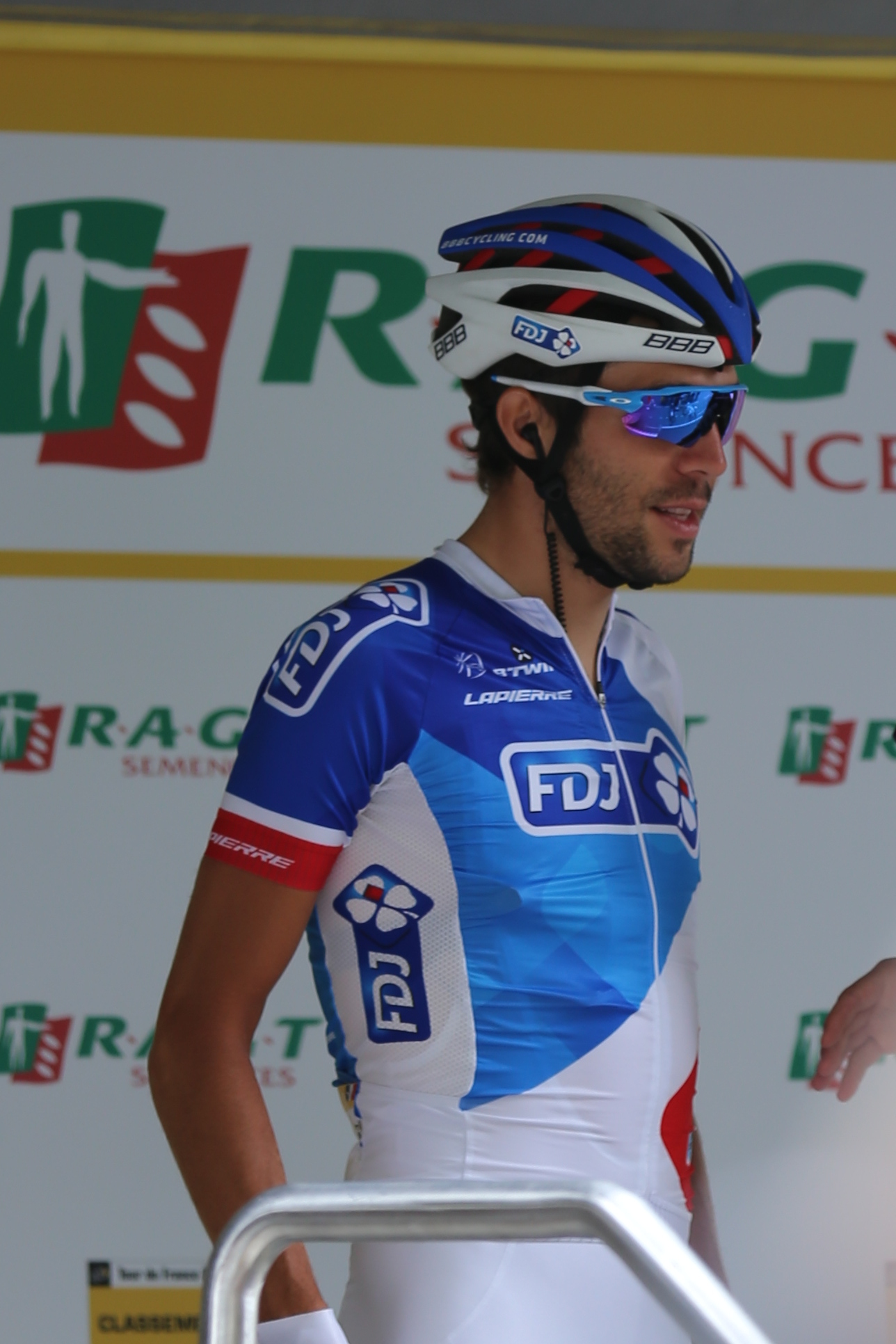
Thibaut Pinot, ici sur le Tour de France 2015.

Avec seulement deux côtes de quatrième catégorie, aucun changement dans le top 10.
| Classement du meilleur grimpeur | Classement du meilleur grimpeur | Classement du meilleur grimpeur | Classement du meilleur grimpeur | Classement du meilleur grimpeur |
| ------------------------------- | ------------------------------- | ------------------------------- | ------------------------------- | ------------------------------- |
|                                 | Coureur                         | Pays                            | Équipe                          | Point(s)                        |
| 1er                             | Thibaut Pinot                   | France                          | FDJ                             | 80 points                       |
| 2e                              | Rafał Majka                     | Pologne                         | Tinkoff                         | 77 pts                          |
| 3e                              | Tom Dumoulin                    | Pays-Bas                        | Giant-Alpecin                   | 58 pts                          |
| 4e                              | Rui Costa                       | Portugal                        | Lampre-Merida                   | 50 pts                          |
| 5e                              | Thomas De Gendt                 | Belgique                        | Lotto-Soudal                    | 36 pts                          |
| 6e                              | Daniel Navarro                  | Espagne                         | Cofidis                         | 36 pts                          |
| 7e                              | Diego Rosa                      | Italie                          | Astana                          | 27 pts                          |
| 8e                              | Winner Anacona                  | Colombie                        | Movistar                        | 26 pts                          |
| 9e                              | George Bennett                  | Nouvelle-Zélande                | Lotto NL-Jumbo                  | 23 pts                          |
| 10e                             | Christopher Froome              | Royaume-Uni                     | Sky                             | 22 pts                          |
| modifier                        |                                 |                                 |                                 |                                 |

### Classement du meilleur jeune

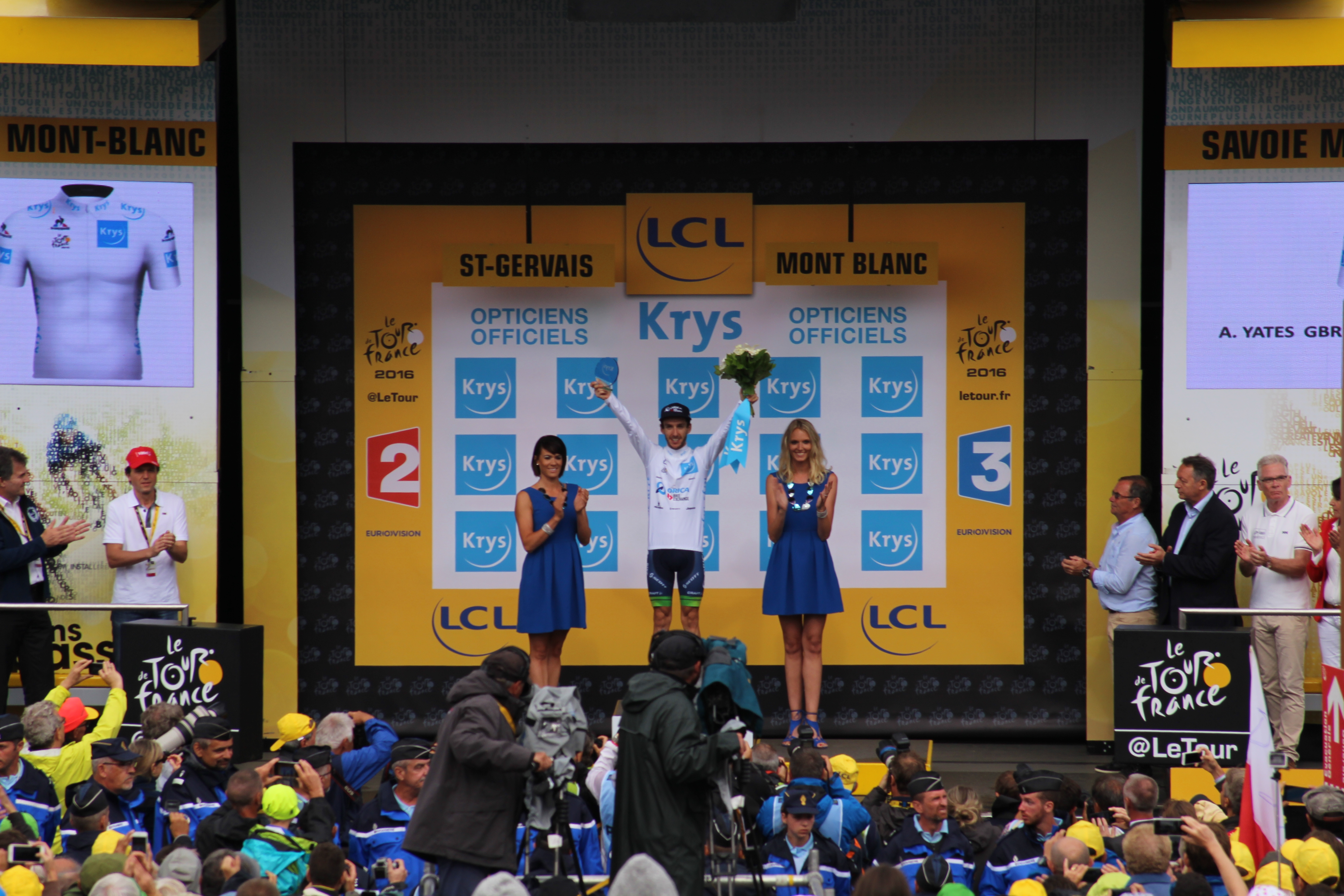
Adam Yates, porteur du maillot blanc.

Les 5 premiers restent à leurs places, mais les écarts changent. Louis Meintjes perd plus d'une minute comme Emanuel Buchmann alors que Wilco Kelderman perd 24 secondes. 
| Classement général du meilleur jeune | Classement général du meilleur jeune | Classement général du meilleur jeune | Classement général du meilleur jeune | Classement général du meilleur jeune |
|                                      | Coureur                              | Pays                                 | Équipe                               | Temps                                |
| ------------------------------------ | ------------------------------------ | ------------------------------------ | ------------------------------------ | ------------------------------------ |
| 1er                                  | Adam Yates                           | Royaume-Uni                          | Orica-BikeExchange                   | en 52 h 35 min 5 s                   |
| 2e                                   | Louis Meintjes                       | Afrique du Sud                       | Lampre-Merida                        | + 1 min 42 s                         |
| 3e                                   | Warren Barguil                       | France                               | Giant-Alpecin                        | + 2 min 35 s                         |
| 4e                                   | Wilco Kelderman                      | Pays-Bas                             | Lotto NL-Jumbo                       | + 5 min 26 s                         |
| 5e                                   | Emanuel Buchmann                     | Allemagne                            | Bora-Argon 18                        | + 9 min 35 s                         |
| modifier                             |                                      |                                      |                                      |                                      |

### Classement par équipes

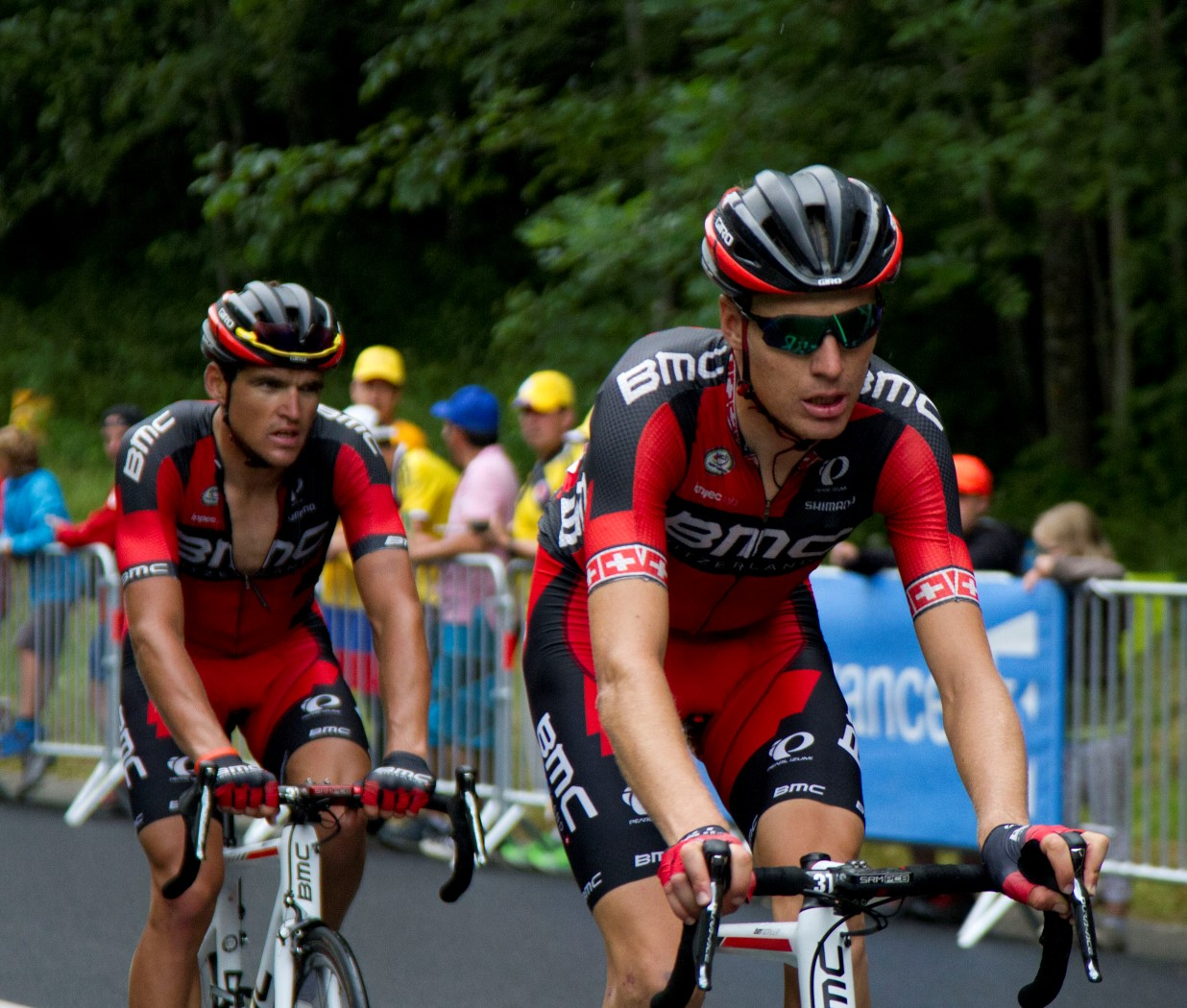
Les coureurs de l'équipe BMC (Van Avermaet et Schär) en tête du classement par équipes.

L'équipe BMC Racing garde sa première place du classement par équipes à l'issue de l'étape. La Movistar reste deuxième mais la Sky remonte dangereusement. Avec ce coup de Trafalgar, Tinkoff effectue une remontée et se replace cinquième.
| Classement par équipes | Classement par équipes | Classement par équipes | Classement par équipes |
|                        | Équipe                 | Pays                   | Temps                  |
| ---------------------- | ---------------------- | ---------------------- | ---------------------- |
| 1re                    | BMC Racing             | États-Unis             | en 157 h 33 min 0 s    |
| 2e                     | Movistar               | Espagne                | + 6 min 34 s           |
| 3e                     | Sky                    | Royaume-Uni            | + 8 min 44 s           |
| 4e                     | Astana                 | Kazakhstan             | + 12 min 15 s          |
| 5e                     | Tinkoff                | Russie                 | + 27 min 23 s          |
| modifier               |                        |                        |                        |

## Abandon
Aucun abandon

## Autour de la course

### Médiatisation
En France, l'étape est diffusée sur France Télévisions et sur Eurosport. De nombreux autres médias (télévisions, radios, presse) français et internationaux sont en duplex depuis la région de Montpellier pour retransmettre l'étape.

### Podium
L’arrivée de l’étape Carcassonne-Montpellier le 13 juillet a lieu devant l’enceinte du stade Yves-du-Manoir le 13 juillet en présence de Philippe Saurel, maire de la ville de Montpellier, Président de Montpellier Méditerranée Métropole et d’Aurore Kichenin, Miss Montpellier 2016.

### Circulation
De nombreuses routes sont fermés à la circulation à Montpellier dès le jour précédent la course, la plupart le sont le jour même de 13 h à 19 h pour permettre les préparatifs.

### Caravane publicitaire
Le départ de la caravane se fait vers 12 h et l'arrivée vers 15 h 40 devant le stade de rugby. Au départ et à l'arrivée, les différentes marques distribuent des goodies à pied ou à l’aide de petits véhicules.